# Mesosemia iphigenia
Mesosemia iphigenia är en fjärilsart som beskrevs av Hans Ferdinand Emil Julius Stichel 1926. Mesosemia iphigenia ingår i släktet Mesosemia och familjen Riodinidae. Inga underarter finns listade i Catalogue of Life.